# ویلیام آر. لیرد (سوم)
ویلیام آر. لیرد، سوم (به انگلیسی: William R. Laird, III) سناتور سابق عضو حزب دموکرات ایالات متحده آمریکا بود. وی در سال ۱۹۵۶ میلادی سناتور ایالت ویرجینیای غربی در سنای ایالات متحده آمریکا بود.